# Akiko Suwanai
Akiko Suwanai (en japonés 諏訪内晶子 Suwanai Akiko; Tokio, 7 de febrero de 1972) es una violinista japonesa.

## Biografía
Es la violinista más joven en ganar el Concurso Internacional Chaikovski en 1990. Además ganó el segundo premio en el Concurso Internacional de Música Reina Isabel de Bélgica en 1989, tras Vadim Repin y es muy reconocida en el entorno musical japonés y occidental.  
Inició sus estudios musicales en la escuela Toho Gakuen de Japón, continuándolos en la Escuela Juilliard, la Universidad de Columbia y la Hochscule der Künste en Alemania.
Toca con un violín Stradivarius de 1714, llamado Delfín, el cual es un préstamo de la Fundación Japonesa de Música.

## Discografía
- Bruch: Concierto Nº 1 /Fantasía escocesa
Akiko Suwanai, violín
Sir Neville Marriner, Academy of St. Martin in the Fields
11 de noviembre de 1997: Philips Classics Records
- Akiko Suwanai: Souvenir
Akiko Suwanai, violín; Phillip Moll, piano
8 de junio de 1998: Philips
- Dvořák: Concierto para violín
Akiko Suwanai, violín
Iván Fischer, Budapest Festival Orchestra
9 de octubre de 2001: Decca
- Mendelssohn: Concierto para violín / Chaikovski:  Concierto para violín
Akiko Suwanai, violín
Vladimir Ashkenazy, Orquesta Filarmónica Checa
20 de diciembre de 2001: Decca
- Brahms, Dvořák, Janáček
Akiko Suwanai, violín
8 de mayo de 2002: Philips
- Sibelius & Walton conciertos para violín
Akiko Suwanai, violín
Sakari Oramo, Orquesta Sinfónica de la Ciudad de Birmingham
2003: Decca
- Poème
Akiko Suwanai, violín
Charles Dutoit, Orquesta Filarmónica de Londres
9 de noviembre de 2004: Decca
- Bach: Conciertos para violín
Akiko Suwanai, violín
Orquesta de cámara de Europa
2 de mayo de 2006: Decca